# PGC 1560780
LEDA/PGC 1560780 ist eine Spiralgalaxie vom Hubble-Typ Sdm im Sternbild Haar der Berenice am Nordsternhimmel. Sie ist schätzungsweise 93 Millionen Lichtjahre von der Milchstraße. Vom Sonnensystem aus entfernt sich das Objekt mit einer errechneten Radialgeschwindigkeit von näherungsweise 2.100 Kilometern pro Sekunde.
Im selben Himmelsareal befinden sich unter anderem die Galaxien NGC 4110, PGC 1560619, PGC 1560638, PGC 1564080.